# Zísis Karakhálios
Zísis Karakhálios (grec moderne : Ζήσης Καραχάλιος) est un footballeur grec né le 10 janvier 1996 à Karditsa. Il évolue au poste de milieu de terrain à l'APO Levadiakos.

## Carrière

### En sélection
Avec les moins de 19 ans, il participe au championnat d'Europe des moins de 19 ans en 2015. Lors de cette compétition, il joue quatre matchs, inscrivant un but contre l'Ukraine. La Grèce s'incline en demi-finale face à la Russie.
Avec les espoirs, il inscrit un but en octobre 2017 contre Saint-Marin, lors des éliminatoires de l'Euro espoirs 2019. Il officie également comme capitaine lors d'un match amical face à l'Ukraine en mai 2018.